# Walter Middelberg
Walter Middelberg (Zwolle, Overijssel, 30 de gener de 1875 – Zwolle, 15 de setembre de 1944) va ser un remer neerlandès que va competir cavall del segle xix i el segle xx.
El 1900 va prendre part en els Jocs Olímpics de París, on guanyà una medalla de bronze en la prova de vuit amb timoner com a membre de l'equip Minerva Amsterdam.